# 威河
威河（英語：River Wye；威爾斯語：Afon Gwy），是英國第五長的河川，其部分河段為英格蘭與威爾斯的界河。河長215公里，流域面積4,136平方公里。在自然保護與休閒活動上，扮演重要的角色。　 